# 倭文東村
倭文東村（しとりひがしむら）は、岡山県久米郡にあった村。
現在の津山市桑上、桑下、戸脇、福田下、八社に当たる。

## 沿革
- 1889年6月1日 - 町村制施行に伴い、久米北条郡桑上村、桑下村、戸脇村、福田下村、福田上村が合併し、倭文東村となる。大字桑上に役場を置く。
- 1900年4月1日 - 久米北条郡が久米南条郡と合併し、久米郡となる。
- 1940年9月1日 - 久米郡倭文中村と合併し、倭文村となる。